# Clausola (linguistica)
Clausola è un termine appartenente alla linguistica, tipico della tradizione di studi in lingua inglese, che indica un'unità sintattica di rilievo intermedio tra sintagma e frase.
Il termine italiano è un calco dall'inglese clause e indica un raggruppamento di parole che abbia le seguenti caratteristiche:
- è presente in esso un predicato (fattore logico-grammaticale)
- può far parte di un raggruppamento (o frase) più esteso (fattore sintattico)
- rappresenta una condizione, un evento o un processo in evoluzione (fattore extralinguistico, cioè il rapporto con la realtà che il linguaggio descrive)[2]

Così, ad esempio, nella frase
- Ieri ho bevuto una birra Δ[3] che è difficile trovare da queste parti.

troviamo due clausole, la prima indipendente (in quanto da sola costituisce già una frase), la seconda relativa e retta dalla prima.
La tradizione linguistica anglosassone è stata sempre legata agli studi di logica: ecco perché il termine integra criteri sintattici con criteri funzionali.
Con i termini "frase" ed "enunciato", "clausola" condivide una certa debolezza di statuto, delineandosi come una definizione di comodo, utile ad individuare i diversi tipi di frasi dipendenti (relative, come nell'esempio, ma anche finali, causali, temporali ecc).

## Clausole nucleari e complesse
Le clausole si distinguono in nucleari (o semplici) e complesse.
- Le clausole nucleari sono composte di sintagmi
- Le clausole complesse sono composte di clausole semplici

Di ogni clausola è possibile individuare un nucleo, cioè la sua struttura minima obbligata. Altri elementi facoltativi sono detti "circostanziali". Così, ad esempio, nella frase
- Mentre facevamo la sauna, mi guardò in modo strano

la prima parte è un circostanziale, in quanto può essere omesso senza che il rapporto tra i due piani del contenuto e dell'espressione risulti destabilizzato o persino compromesso. Nella frase
- Francesco ha sposato Paola

omettere il complemento oggetto compromette questo rapporto contenuto/espressione (Francesco ha sposato non ha infatti senso compiuto), mentre in
- Giovanni ha mangiato pesce

omettere il complemento oggetto destabilizza il rapporto suddetto (infatti l'espressione Giovanni ha mangiato ha ancora senso, ma si discosta dal contenuto originario).
Stabilire se un elemento è nucleare o circostanziale è relativamente semplice:
- l'azione o evento descritti dalla clausola presentano i "partecipanti" in determinati "luoghi" sintagmatici che sono indicati come "argomenti", che ricorrono solo negli elementi nucleari.
- gli elementi circostanziali concorrono invece a collocare l'azione o evento secondo il luogo, il tempo, la causa ecc.[5]

Più precisamente, è il verbo (e il suo significato) che decide il numero degli argomenti e il nucleo è composto dal verbo (purché esso sia essenziale ad una specifica costruzione) e dai suoi argomenti.
Così, ad esempio, nella frase
- Rispondo a Marco

ci si trova di fronte a due elementi nucleari: uno è lo stesso verbo, l'altro è a Marco, in quanto è il verbo "rispondere" che, per così dire, "pretende" la preposizione a. Queste restrizioni imposte dai verbi si riflettono sempre e solo sugli elementi nucleari e mai sui circostanziali.
Anche gli elementi avverbiali vanno considerati come nucleari: pur non indicando i partecipanti all'evento possono risultare indispensabili, ad esempio quando specificano il verbo.